# The Ox-Bow Incident
The Ox-Bow Incident is een Amerikaanse western uit 1943 onder regie van William A. Wellman. Het scenario is gebaseerd op de gelijknamige roman uit 1940 van Walter Van Tilburg Clark.

## Verhaal
Twee mannen passeren een stadje in het Wilde Westen. Als de stadsbewoners horen over de moord op een plaatselijke boer, sluiten ze zich aan bij de passanten om samen jacht te maken op de moordenaars. Ze komen drie vreemdelingen tegen en besluiten hen te berechten.

## Rolverdeling
| Acteur            | Personage            |
| ----------------- | -------------------- |
| Henry Fonda       | Gil Carter           |
| Dana Andrews      | Donald Martin        |
| Mary Beth Hughes  | Rose Mapen           |
| Anthony Quinn     | Juan Martínez        |
| William Eythe     | Gerald Tetley        |
| Harry Morgan      | Art Croft            |
| Jane Darwell      | Jenny Grier          |
| Matt Briggs       | Rechter Daniel Tyler |
| Harry Davenport   | Arthur Davies        |
| Frank Conroy      | Majoor Tetley        |
| Marc Lawrence     | Jeff Farnley         |
| Paul Hurst        | Monty Smith          |
| Victor Kilian     | Darby                |
| Chris-Pin Martin  | Poncho               |
| Willard Robertson | Sheriff Risley       |